# Фичмен, Шэрон
Шэ́рон Фи́чмен (англ. Sharon Fichman; род. 3 декабря 1990, Торонто) — канадская теннисистка, теннисный тренер и комментатор. Победительница четырёх турниров WTA в парном разряде; победительница двух юниорских турниров Большого шлема в парном разряде (Открытый чемпионат Австралии, Открытый чемпионат Франции-2006); финалистка одного юниорского турнира Большого шлема в парном разряде (Открытый чемпионат США-2006); финалистка парного турнира Orange Bowl (2006).

## Биография
Шэрон Фичмен родилась 3 декабря 1990 года в Торонто. Заниматься теннисом начала с пяти лет — её первым тренером был отец, Бобби Фичмен, полупрофессиональный теннисист.

### Спортивная карьера
В 13 лет Фичмен стала чемпионкой Канады среди девушек в возрастной категории до 18 лет. В 14 лет, представляя Канаду на Маккабианских играх 2005 года, завоевала медали во всех трёх теннисных дисциплинах: «золото» в одиночном разряде, «серебро» в смешанном парном разряде и «бронзу» в женских парах.
В том же году начала выступления во взрослых турнирах ITF и выиграла первый турнир ITF в карьере в Ашкелоне (Израиль). В возрасте 14 лет и 141 день она сыграла свой первый матч за сборную Канады в Кубке Федерации, став самой молодой её участницей за всю историю.
В 2006 году в паре с Анастасией Павлюченковой выиграла Открытый чемпионат Австралии и Открытый чемпионат Франции в парном разряде среди девушек. На Открытом чемпионате США и юниорском турнире Orange Bowl в категории до 18 лет она дошла до финала, также в парном разряде. В этом году она провела пять встреч в составе сборной Канады в Кубке Федерации (все — в парном разряде), одержала четыре победы и помогла канадкам выйти во вторую Мировую группу.
В 2007 году в своём родном Торонто 16-летняя Фичмен выиграла свой первый турнир ITF с парном разряде. Её партнёршей была другая юная канадка — 15-летняя Габриэла Дабровски.
За 2009 год Фичмен выиграла два турнира ITF в одиночном разряде и три в парах. Кроме того, она вышла в первый в своей карьере финал турнира WTA-тура, Открытого чемпионата Эшторила. За год в парном разряде она проделала путь с 432 места в рейтинге до первой сотни. Она также возобновила выступления за сборную после двухлетнего перерыва и принесла команде две победы в двух парных матчах, выступая со Стефани Дюбуа.
За 2010 год Фичмен провела семь игр в пяти матчах за сборную Канады, выиграла все семь (в том числе одержала решающую победу во встрече с бразильянками) и помогла команде снова вернуться во Вторую мировую группу Кубка Федерации. В мае она достигла высшего в карьере 83-го места в рейтинге теннисисток, выступающих в парном разряде, а через два месяца в трёх турнирах ITF подряд дошла до финала в парном разряде, выиграв два из них. За следующий год в её активе было два выигранных турнира ITF в одиночном разряде и четыре в парном, а также второй за карьеру финал турнира WTA в паре с Лаурой Поус Тио. Ещё по два титула ITF в одиночном и парном разряде добавились в копилку Фичмен за 2012 год, в течение которого она почти не добивалась побед в турнирах WTA.
В 2013 году Фичмен опять оказалась основной ударной силой канадской сборной в Кубке Федерации. Она принесла команде победные очки дважды — в третьей игре матча плей-офф I Американской группы с бразильянками (в паре с Габриэлой Дабровски), а затем в пятой игре матча плей-офф II Мировой группы с украинками (с Эжени Бушар). На групповом этапе I Американской группы Фичмен выиграла все четыре своих встречи, закончив год с балансом игр за сборную 7-2. В индивидуальных турнирах она завоевала один титул ITF в одиночном и три в парном разряде, впервые в карьере попав в сотню сильнейших теннисисток мира в августе после выхода во второй круг Открытого чемпионата Канады, где они с Дабровски также дошли до полуфинала в парах после победы над сильнейшей парой мира Роберта Винчи-Сара Эррани. Она закончила год на 106-м месте в одиночном рейтинге, а в парном заняла по итогам сезона 82-е место — лучший финиш за карьеру.
В 2014 году Фичмен продолжала закрепляться в числе ведущих теннисисток мира, к середине года достигнув в одиночном рейтинге WTA 77-го, а в парном — 44-го места. Уже в самом начале сезона она в паре с американкой Марией Санчес завоевала в новозеландском Окленде первый в карьере титул в турнирах WTA, обыграв на пути к нему три посеянные пары, в том числе одну из сильнейших пар мира Луция Шафаржова-Андреа Главачкова. Позже Фичмен сыграла в первом круге всех турниров Большого шлема в парном разряде (во Франции успешно преодолев и эту ступеньку благодаря второй за сезон победе над Шафаржовой и Главачковой, на этот раз в паре с Анастасией Павлюченковой), а в одиночном — во всех, кроме Открытого чемпионата Австралии. К оклендскому титулу она добавила за сезон два парных полуфинала в турнирах WTA — в Боготе и Нинбо — и по одной победе в турнирах ITF в одиночном разряде (в «стотысячнике» в Кань-сюр-Мер) и в парах. В составе сборной она потерпела два поражения в двух ничего не решавших парных играх, но при этом канадская команда, и вместе с ней Фичмен, благодаря успешной игре Эжени Бушар вернулась в I Мировую группу.
В следующем сезоне Фичмен не удалось развить успех из-за травм — за первые восемь месяцев она провела только восемь турниров, пропустив по несколько месяцев в начале года и в летом. В итоге в одиночном разряде она ни разу не побывала даже в финалах турниров ITF, а в парном таких финалов было четыре (две победы), из них три в последние месяцы года, и это не позволило Фичмен даже остаться в первой сотне парного рейтинга. Весной 2016 года Фичмен выиграла в Джексоне (США) турнир ITF в парном разряде, но в том же сезоне приостановила карьеру и начала работать как тренер, взяв под свою опеку 16-летнюю теннисистку из Квебека Рафаэль Лакасс.
В 2018 году Фичмен вновь вернулась на корт, выступая на турнирах в парном разряде. В апреле 2019 года она приняла участие в матче Кубка Федерации против сборной Чехии, а за остаток сезона дважды сыграла в финалах турниров основного тура WTA и один раз — в турнире WTA 125K, завоевав в июле в Юрмале в паре с Ниной Стоянович второй в карьере титул в основном туре. Это позволило канадке завершить год в числе ста лучших игроков в парном разряде, лишь немного не дотянув до финальных результатов 2013—2014 годов.
В начале 2020 года канадская теннисистка продолжала развивать успех в парном разряде, дважды пробившись в полуфиналы турниров WTA с разными партнёршами, а затем дважды подряд сыграв в финалах в паре с Катериной Бондаренко после побед над несколькими сеяными парами. Во втором случае, в Монтеррее (Мексика), украино-канадская пара завоевала чемпионский титул. Затем сезон был прерван из-за пандемии COVID-19, но после его возобновления, с учётом очков, набранных за 2019 год, Фичмен улучшила свой рекордный рейтинг в парном разряде, поднявшись в августе на 47-е место. Сезон она закончила на 56-й позиции в рейтинге — также лучший показатель в карьере.
На Открытом чемпионате Австралии 2021 года в паре с мексиканкой Гильяной Ольмос пробилась в четвертьфинал, проиграв там чешской паре Барбора Крейчикова—Катерина Синякова (будущим чемпионкам). В Австралии, однако, канадка получила травму плеча, заставившую её пропустить несколько соревнований. После возвращения на корт она снова объединила усилия с Ольмос. В мае они получили уайлд-кард на участие в Открытом чемпионате Италии — турнире категории WTA 1000. По ходу соревнования канадско-мексиканская пара обыграла посеянных под первым номером Элизе Мертенс и Се Шувэй и лидеров сезона по завоёванным титулам Сюко Аояму и Эну Сибахару, а в финале отыграли два матчбола во встрече с Кристиной Младенович и Маркетой Вондроушовой, завоевав чемпионское звание. После этого Фичмен и Ольмос дошли до полуфинала премьер-турнира в Берлине и до третьего круга на Открытом чемпионате Франции и на Уимблдоне. Хотя Фичмен, в паре с Габриэлой Дабровски проигравшая уже в первом раунде олимпийского турнира в Токио, не играла после этого в Открытом чемпионате США, они с Ольмос попали в итоговый турнир года. Там они уступили во всех трёх встречах группового этапа (в том числе Се и Мертенс) и не сумели выйти в полуфинал. Несмотря на это, Фичмен, в июне впервые вошедшая в число 30 лучших игроков мира в парном разряде, к середине ноября поднялась в рейтинге до 22-го места, на котором и окончила сезон. Своей лучшей позиции в рейтинге, 21-й, она достигла в январе 2022 года.
Фичмен не вернулась на корт ни в 2022, ни в 2023 году. В середине 2023 года сообщалось, что она оправляется от множественных травм. К этому времени она начала карьеру комментатора на канале Sportsnet, где вела репортажи с Открытого чемпионата Канады и Кубка Билли Джин Кинг.

## Итоговое место в рейтинге WTA по годам
| Год  | Одиночный рейтинг | Парный рейтинг |
| 2021 |                   | 22             |
| 2020 |                   | 56             |
| 2019 |                   | 88             |
| 2018 |                   | 396            |
| 2016 | 588               | 444            |
| 2015 | 366               | 135            |
| 2014 | 129               | 82             |
| 2013 | 106               | 82             |
| 2012 | 165               | 148            |
| 2011 | 166               | 99             |
| 2010 | 222               | 98             |
| 2009 | 132               | 99             |
| 2008 | 301               | 343            |
| 2007 | 430               | 505            |
| 2006 | 371               | 539            |

## Выступления на турнирах

### Финалы турнировWTA 125иITFв одиночном разряде (22)

#### Победы (9)
| Легенда:                   |
| -------------------------- |
| WTA 125 (0*)               |
| 100.000 USD (1+3)          |
| 80.000 (75.000*) USD (0)   |
| 60.000 (50.000*) USD (2+8) |
| 25.000 USD (5+10)          |
| 15.000 (10.000*) USD (1)   |

* призовой фонд до 2017 года
| Титулы по покрытиям | Титулы по месту проведения матчей турнира |
| ------------------- | ----------------------------------------- |
| Хард (1+10*)        | Зал (0+4)                                 |
| Грунт (8+11)        | Зал (0+4)                                 |
| Трава (0)           | Открытый воздух (9+17)                    |
| Ковёр (0)           | Открытый воздух (9+17)                    |

* количество побед в одиночном разряде + количество побед в парном разряде.
| №  | Дата            | Турнир                | Покрытие | Соперница в финале | Счёт           |
| 1. | 26 ноября 2005  | Ашкелон, Израиль      | Хард     | Пемра Озген        | 6-1 6-1        |
| 2. | 25 января 2009  | Лутц, США             | Грунт    | Лорен Альбанезе    | 6-4 7-6(5)     |
| 3. | 19 апреля 2009  | Оспри, США            | Грунт    | Юлиана Федак       | 6-4 6-1        |
| 4. | 16 января 2011  | Плантейшн, США        | Грунт    | Александра Каданцу | 6-3 7-6(2)     |
| 5. | 10 июля 2011    | Ватерлоо, Канада      | Грунт    | Джулия Босеруп     | 6-3 4-6 6-4    |
| 6. | 15 июля 2012    | Ватерлоо, Канада (2)  | Грунт    | Юлия Глушко        | 6-3 6-2        |
| 7. | 2 сентября 2012 | Мамая, Румыния        | Грунт    | Патрича Мария Циг  | 6-3 6-7(5) 6-3 |
| 8. | 20 января 2013  | Порт-Сент-Люси, США   | Грунт    | Тадея Маерич       | 6-3 6-2        |
| 9. | 11 мая 2014     | Кань-сюр-Мер, Франция | Грунт    | Тимея Бачински     | 6-2 6-2        |

#### Поражения (13)
| №   | Дата             | Турнир                  | Покрытие | Соперница в финале   | Счёт           |
| 1.  | 3 декабря 2005   | Рамат-ха-Шарон, Израиль | Хард     | Маргалита Чахнашвили | 3-6 6-7(4)     |
| 2.  | 22 июля 2007     | Гамильтон, Канада       | Грунт    | Стефани Дюбуа        | 2-6 2-6        |
| 3.  | 28 июля 2007     | Калгари, Канада         | Хард     | Ана Веселинович      | 2-6 1-6        |
| 4.  | 6 июля 2008      | Ватерлоо, Канада        | Грунт    | Александра Мюллер    | 3-6 3-6        |
| 5.  | 18 января 2009   | Бока-Ратон, США         | Грунт    | Габриэла Пас         | 4-6 6-7(4)     |
| 6.  | 13 сентября 2009 | Бьелла, Италия          | Грунт    | Петра Мартич         | 5-7 4-6        |
| 7.  | 16 сентября 2012 | София, Болгария         | Грунт    | Кристина-Андрея Миту | 4-6 6-3 3-6    |
| 8.  | 14 октября 2012  | Трой, США               | Хард     | Стефани Дюбуа        | 6-3 4-6 3-6    |
| 9.  | 21 октября 2012  | Рок-Хилл, США           | Хард     | Ребекка Марино       | 6-3 6-7(5) 2-6 |
| 10. | 4 ноября 2012    | Торонто, Канада         | Хард(i)  | Эжени Бушар          | 1-6 2-6        |
| 11. | 5 мая 2013       | Висбаден, Германия      | Грунт    | Ивонн Мойсбургер     | 7-5 4-6 1-6    |
| 12. | 4 августа 2013   | Ванкувер, Канада        | Хард     | Йоханна Конта        | 4-6 2-6        |
| 13. | 30 августа 2015  | Виннипег, Канада        | Хард     | Кристи Ан            | 2-6 5-7        |

### Финалы турнировWTAв парном разряде (8)

#### Победы (4)
| Легенда:                                   |
| ------------------------------------------ |
| Турниры Большого Шлема (0*)                |
| Олимпиада (0)                              |
| Итоговый чемпионат года (0)                |
| Premier Mandatory / WTA 1000 Mandatory (0) |
| Premier 5 / WTA 1000 (0+1)                 |
| Premier / WTA 500 (0)                      |
| International / WTA 250 (0+3)              |

| Титулы по покрытиям | Титулы по месту проведения матчей турнира |
| ------------------- | ----------------------------------------- |
| Хард (0+2*)         | Зал (0)                                   |
| Грунт (0+2)         | Зал (0)                                   |
| Трава (0)           | Открытый воздух (0+3)                     |
| Ковёр (0)           | Открытый воздух (0+3)                     |

* количество побед в одиночном разряде + количество побед в парном разряде.
| №  | Дата          | Турнир                 | Покрытие | Партнёрша           | Соперницы в финале                      | Счёт              |
| 1. | 4 января 2014 | Окленд, Новая Зеландия | Хард     | Мария Санчес        | Луция Градецкая Михаэлла Крайчек        | 2-6 6-0 [10-4]    |
| 2. | 28 июля 2019  | Юрмала, Латвия         | Грунт    | Нина Стоянович      | Галина Воскобоева Елена Остапенко       | 2-6 7-6(1) [10-6] |
| 3. | 8 марта 2020  | Монтеррей, Мексика     | Хард     | Катерина Бондаренко | Ван Яфань Мию Като                      | 4-6 6-3 [10-7]    |
| 4. | 16 мая 2021   | Рим, Италия            | Грунт    | Гильяна Ольмос      | Маркета Вондроушова Кристина Младенович | 4-6 7-5 [10-5]    |

#### Поражения (4)
| №  | Дата            | Турнир             | Покрытие | Партнёрша           | Соперницы в финале                          | Счёт              |
| 1. | 10 мая 2009     | Оэйраш, Португалия | Грунт    | Каталин Мароши      | Ракель Копс-Джонс Абигейл Спирс             | 6-2 3-6 [5-10]    |
| 2. | 19 февраля 2011 | Богота, Колумбия   | Грунт    | Лаура Поус-Тио      | Анабель Медина Гарригес Эдина Галловиц-Холл | 6-2 6-7(6) [9-11] |
| 3. | 25 мая 2019     | Нюрнберг, Германия | Грунт    | Николь Мелихар      | Габриэла Дабровски Сюй Ифань                | 6-4 6-7(5) [5-10] |
| 4. | 29 февраля 2020 | Акапулько, Мексика | Хард     | Катерина Бондаренко | Дезире Кравчик Гильяна Ольмос               | 3-6 6-7(5)        |

### Финалы турнировWTA 125иITFв парном разряде (41)

#### Победы (21)
| №   | Дата            | Турнир             | Покрытие | Партнёрша          | Соперницы в финале                    | Счёт              |
| 1.  | 11 ноября 2007  | Торонто, Канада    | Хард(i)  | Габриэла Дабровски | Мария-Фернанда Алвес Кристина Виллер  | 6-3 6-0           |
| 2.  | 25 января 2009  | Лутц, США          | Грунт    | Кимберли Куц       | Машона Вашингтон Стори Твиди-Ейтс     | 6-4 7-5           |
| 3.  | 8 ноября 2009   | Рок-Хилл, США      | Хард     | Анна Татишвили     | Лорен Альбанезе Джейми Хэмптон        | 6-2 6-2           |
| 4.  | 15 ноября 2009  | Финикс, США        | Хард     | Машона Вашингтон   | Мари-Эв Пеллетье Анна Татишвили       | 4-6 6-4 [10-8]    |
| 5.  | 10 июля 2010    | Биарриц, Франция   | Грунт    | Юлия Гёргес        | Лурдес Домингес Лино Моника Никулеску | 7-5 6-4           |
| 6.  | 25 июля 2010    | Петанж, Люксембург | Грунт    | Моника Никулеску   | Лора Торп Софи Лефевр                 | 6-4 6-2           |
| 7.  | 7 ноября 2010   | Торонто, Канада    | Хард(i)  | Габриэла Дабровски | Бриттани Огастин Александра Мюллер    | 6-4 6-0           |
| 8.  | 10 апреля 2011  | Джексон, США       | Грунт    | Мари-Эв Пеллетье   | Ева Грдинова Натали Пикьон            | 7-6(1) 7-6(3)     |
| 9.  | 1 мая 2011      | Шарлоттсвилл, США  | Грунт    | Мари-Эв Пеллетье   | Джулия Дитти Карли Галликсон          | 6-4 6-3           |
| 10. | 15 мая 2011     | Роли, США          | Грунт    | Мари-Эв Пеллетье   | Беатрис Капра Эйжа Мухаммад           | 6-1 6-3           |
| 11. | 17 июля 2011    | Гранби, Канада     | Хард     | Сунь Шэннань       | Виктория Киселёва Наталья Росси       | 6-4 6-2           |
| 12. | 14 июля 2012    | Ватерлоо, Канада   | Грунт    | Мари-Эв Пеллетье   | Сюко Аояма Габриэла Дабровски         | 6-2 7-5           |
| 13. | 22 июля 2012    | Гранби, Канада     | Грунт    | Мари-Эв Пеллетье   | Сюко Аояма Мики Миямура               | 4-6 7-5 [10-4]    |
| 14. | 5 мая 2013      | Висбаден, Германия | Грунт    | Габриэла Дабровски | Дина Пфиценмайер Анна Цая             | 6-3 6-3           |
| 15. | 7 июля 2013     | Ватерлоо, Канада   | Грунт    | Габриэла Дабровски | Миса Эгути Эри Ходзуми                | 7-6(6) 6-3        |
| 16. | 3 августа 2013  | Ванкувер, Канада   | Хард     | Марина Заневская   | Жаклин Како Натали Плускота           | 6-2 6-2           |
| 17. | 12 октября 2014 | Рок-Хилл, США      | Хард     | Сидни Бюргер       | Деспина Папамихаил Янина Толян        | 4-6 6-1 [10-6]    |
| 18. | 29 августа 2015 | Виннипег, Канада   | Хард     | Йована Якшич       | Кристи Ан Лоррейн Гильермо            | 6-2 6-1           |
| 19. | 1 ноября 2015   | Торонто, Канада    | Хард(i)  | Мария Санчес       | Кристи Ан Фанни Штоллар               | 6-2 6-7(6) [10-6] |
| 20. | 9 апреля 2016   | Джексон, США       | Грунт    | Ярмила Вулф        | Лорен Херринг Юки Чианг               | 6-2 6-3           |
| 21. | 3 ноября 2018   | Торонто, Канада    | Хард(i)  | Мария Санчес       | Елица Костова Майя Хвалиньская        | 6-0 6-4           |

#### Поражения (20)
| №   | Дата            | Турнир                    | Покрытие | Партнёрша          | Соперницы в финале                     | Счёт              |
| 1.  | 26 октября 2008 | Сагеней, Канада           | Хард(i)  | Габриэла Дабровски | Каталин Мароши Марина Таварес          | 6-2 4-6 [4-10]    |
| 2.  | 18 января 2009  | Бока-Ратон, США           | Грунт    | Кимберли Куц       | Алина Жидкова Дарья Кустова            | 4-6 2-6           |
| 3.  | 22 ноября 2009  | Торонто, Канада           | Хард(i)  | Машона Вашингтон   | Морин Дрейк Марианна Жодуан            | 3-2 — отказ       |
| 4.  | 18 июля 2010    | Контрексевиль, Франция    | Грунт    | Елена Докич        | Нина Братчикова Екатерина Иванова      | 6-4 4-6 [3-10]    |
| 5.  | 22 января 2011  | Лутц, США                 | Грунт    | Габриэла Дабровски | Аша Ролле Машона Вашингтон             | 4-6 4-6           |
| 6.  | 26 июня 2011    | Бостон, США               | Хард     | Мари-Эв Пеллетье   | Татьяна Лужанская Александра Мюллер    | 6-7(3) 3-6        |
| 7.  | 22 апреля 2012  | Дотан, США                | Грунт    | Мари-Эв Пеллетье   | Эжени Бушар Джессика Пегула            | 4-6 6-4 [5-10]    |
| 8.  | 14 октября 2012 | Трой, США                 | Хард     | Мари-Эв Пеллетье   | Ангелина Габуева Арина Родионова       | 4-6 4-6           |
| 9.  | 28 октября 2012 | Сагеней, Канада           | Хард(i)  | Мари-Эв Пеллетье   | Габриэла Дабровски Алла Кудрявцева     | 2-6 2-6           |
| 10. | 9 июня 2013     | Ноттингем, Великобритания | Трава    | Габриэла Дабровски | Мария Санчес Никола Слейтер            | 6-4 3-6 [8-10]    |
| 11. | 16 февраля 2014 | Мидленд, США              | Хард(i)  | Мария Санчес       | Анна Татишвили Хезер Уотсон            | 5-7 7-5 [6-10]    |
| 12. | 18 мая 2014     | Сен-Годенс, Франция       | Грунт    | Йоханна Конта      | Вероника Сепеде Роиг Мария Иригойен    | 5-7 3-6           |
| 13. | 6 июня 2014     | Ноттингем, Великобритания | Трава    | Мария Санчес       | Джоселин Рэй Анна Смит                 | 6-7(5) 6-4 [5-10] |
| 14. | 31 мая 2015     | Градо, Италия             | Грунт    | Катажина Питер     | Виктория Голубич Беатрис Хаддад Майя   | 3-6 2-6           |
| 15. | 25 октября 2015 | Сагеней, Канада           | Хард(i)  | Мария Санчес       | Михаэла Бузарнеску Юстына Егёлка       | 6-7(6) 6-4 [10-7] |
| 16. | 15 января 2016  | Дейтона-Бич, США          | Грунт    | Кэрол Чжао         | Натела Дзаламидзе Вероника Кудерметова | 4-6 3-6           |
| 17. | 28 октября 2018 | Сагеней, Канада           | Хард(i)  | Мария Санчес       | Тара Мур Конни Перрен                  | 0-6 7-5 [7-10]    |
| 18. | 14 декабря 2018 | Пуна, Индия               | Хард     | Валерия Савиных    | Ана Веселинович Беатрис Гумуля         | 6-7(4) 6-1 [9-11] |
| 19. | 27 апреля 2019  | Кьяссо, Швейцария         | Грунт    | Джейми Форлис      | Кристина Букса Марта Костюк            | 1-6 6-3 [7-10]    |
| 20. | 17 ноября 2019  | Хьюстон, США              | Хард     | Эна Сибахара       | Эллен Перес Луиза Стефани              | 6-1 4-6 [5-10]    |